# Cantón de Talamanca
Cantón de Talamanca är en kanton i Costa Rica.   Den ligger i provinsen Limón, i den sydöstra delen av landet, 120 km öster om huvudstaden San José.